# Karl Ballenberger
Karl Ballenberger (* 24. Juli 1801 im damals preußischen Ansbach im heutigen Mittelfranken; † 21. September 1860 in der Freien Reichsstadt Frankfurt am Main) war ein deutscher Historienmaler.

## Leben

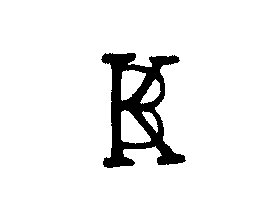
Signatur

Ballenberger war Sohn eines Zimmermanns, der eine Zeichenschule besuchte und danach eine Zeit lang in einer Porzellanfabrik in Bruckberg als Porzellanmaler arbeitete. 1831 erlernte er den Beruf des Steinhauers, den er in Ansbach ab 1822 neun Jahre lang ausübte. 1831 ging er mit Friedrich Hoffstadt nach München. Bei diesem Künstler und Kunstsammler lernte er Zeichnen und besuchte gleichzeitig in München die Akademie der Bildenden Künste. Er wurde wegen seiner Leistungen vom Münchner Verein für deutsche Alterthumskunde entdeckt und auf dessen Empfehlung durch den Kronprinzen Ludwig mit monatlich 20 Gulden unterstützt. Die Freundschaft zwischen dem Kronprinzen und Ballenberger bestand weiter.

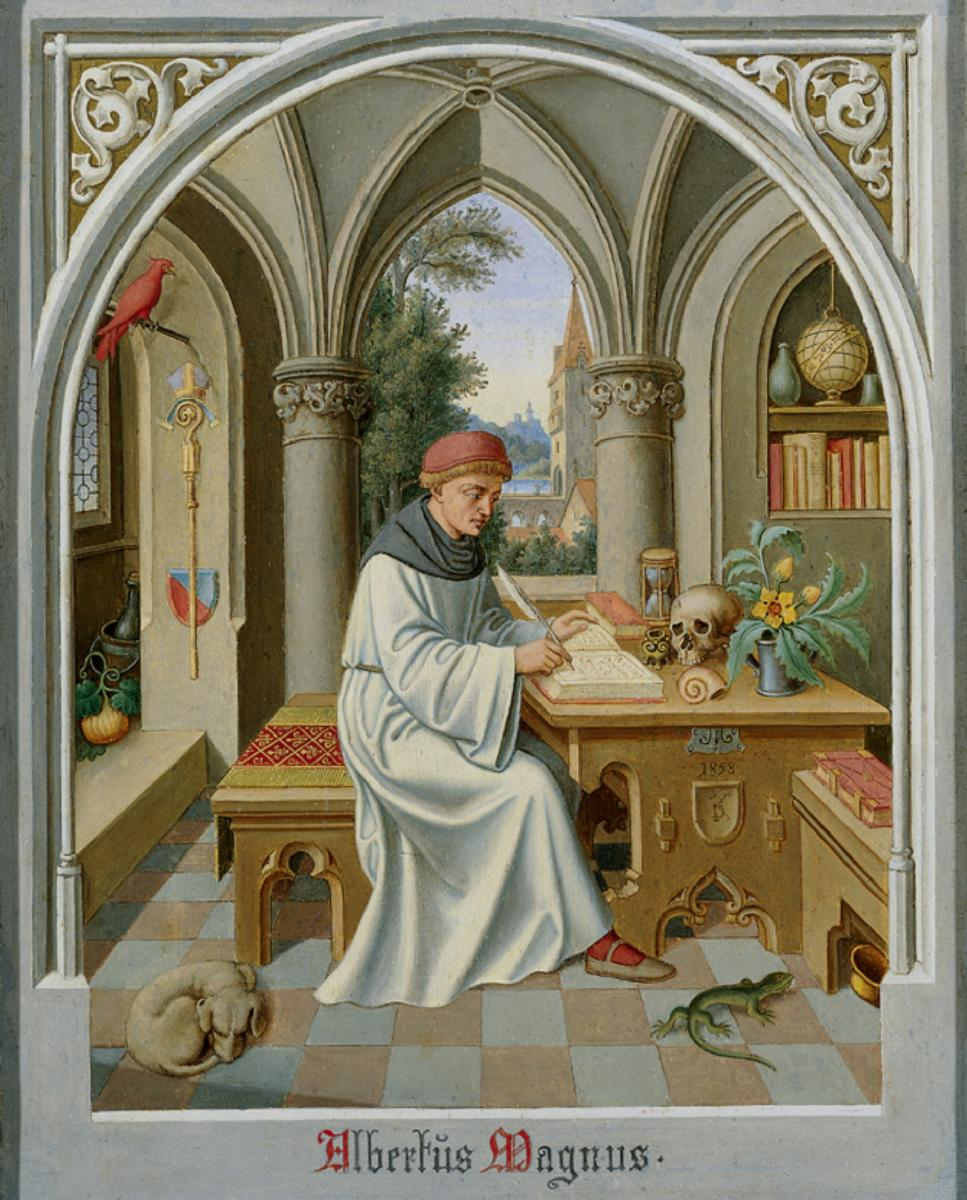
Der Hl. Albertus Magnus in seinem Studierzimmer

In seinen Münchner Jahren war er sowohl als Maler als auch als Steinhauer tätig und arbeitete an der im neugotischen Stil renovierten ehemaligen Karmeliterkirche in Nördlingen. In derselben Stadt entstand in der Heiliggeistkirche ein Glasfenster mit einer Anbetung der Heiligen Drei Könige.
1833 ging Ballenberger mit seinem Künstlerkollegen Hoffstadt nach Frankfurt am Main und wurde Schüler im Städelschen Kunstinstitut, das damals von Philipp Veit geleitet wurde. Sein zentrales Studienthema war die Ölmalerei, die er von da an in historisch-romantischen Sinn betrieb. Seine Technik bezog sich auf Vorbilder wie Albrecht Dürer oder Martin Schongauer. Sein erstes Ölgemälde aus Frankfurt am Main St. Georg besiegt den Drachen, der die Königstochter gefangen hält schenkte er dem Verein für deutsche Alterthumskunde. Weitere Arbeiten fertigte er für die Ausstattung des Kaisersaals im Frankfurter Römer. Dies waren Darstellungen von Kaisern und Königen aus der deutschen Geschichte und wurden von verschiedenen Personen oder Institutionen gestiftet. Diese waren erstens im Auftrag des Städel Konrad I., zweitens im Auftrag von König Ludwig I. Ludwig von Bayern, als drittes Bild stiftete Moritz von Bethmann ein Bildnis des Gegenkönigs Günther von Schwarzburg und letztlich beauftragte ein bayerischer Verein auf Initiative des bayerischen Gesandten am Frankfurter Bundestag Arnold Friedrich von Mieg ein Bild des Königs Ruprecht für den Kaisersaal. 
In den folgenden Jahren fertigte er eine große Zahl von historischen Darstellungen an, die sowohl als Ölgemälde auf Leinwand oder Holz, als auch als Aquarelle oder Stiche entstanden. 
Ballenberger verstarb in Frankfurt am Main. Sein Grab befindet sich auf dem dortigen Hauptfriedhof im Gewann F 470.